# ヒューストン湖
ヒューストン湖（Lake Houston）はアメリカ合衆国テキサス州南東部、ヒューストンの北東郊約24kmに位置する湖。サンジャシント川をせき止めて造った人造湖である。ヒューストンおよびその周辺地域への主要な水の供給源である。西側にはヒューストンの郊外都市のひとつで、ジョージ・ブッシュ・インターコンチネンタル空港に程近いハンブルの町がある。
湖は北緯29度57分32秒 西経95度8分56秒 / 北緯29.95889度 西経95.14889度に位置し、広さ47.97km最大水深、13mで、貯水量は約1億8000万m³である。ヒューストンとその近辺は標高の低い湿地帯で、ヒューストン湖でも湖面の標高は13mに過ぎない。
ヒューストン湖は1953年、それまでヒューストン地域の水道水源として用いられていたシェルドロン湖に代わる新たな水道水源となるために造られた。この新しい湖はシェルドロン湖の約10倍の面積を有し、約30倍の水を貯められる湖となった。役目を終えたシェルドロン湖はテキサス公園・野生生物局に売却され、水鳥の保護区として、また公営の釣り場として再利用されることになった。
ヒューストン湖は飲料水源としてだけでなく、シェルドロン湖同様にヒューストン近郊の釣り場にもなっている。ヒューストン湖にはナマズ、オオクチバス、ブルーギルなど、アメリカ合衆国南部でよく見られる淡水魚が生息している。また、ボートも釣りと並んで湖で盛んなレクリエーションである。湖の北岸に広がるヒューストン湖州立公園はキャンプ場やハイキングコースを有している。